# T.H.E. (The Hardest Ever)
T.H.E. (The Hardest Ever) is een single van de rapper will.i.am in samenwerking met zangeres Jennifer Lopez en rocklegende Mick Jagger. Het nummer verscheen op will.i.ams studioalbum #willpower. De single werd een bescheiden hit in verschillende landen, maar in Nederland plaatste het nummer zich niet in een van de hitlijsten, terwijl het in Vlaanderen de tip5-positie te pakken kreeg. De videoclip kwam uit op 12 december 2011.

## Tracklist

### Download
1. "T.H.E. (The Hardest Ever)" — 4:47
2. "Go Home" (feat. Mick Jagger and Wolfgang Gartner) — 4:36

### Download — Remix
1. "T.H.E. (The Hardest Ever)" (Z-Trip Remix) — 5:18

### Duitse cd-single
1. "T.H.E. (The Hardest Ever)" — 4:47
2. "T.H.E. (The Hardest Ever)" (instrumental) — 6:22